# Kněžice (Strážov)
Kněžice jsou malá vesnice, část města Strážov v okrese Klatovy v Plzeňském kraji. Nachází se asi 3,5 kilometru severovýchodně od Strážova. Kněžice leží v katastrálním území Lukavice u Strážova o výměře 3,2 km².

## Historie
První písemná zmínka o vesnici pochází z roku 1379.

## Obyvatelstvo
| Rok            | 1869 | 1880 | 1890 | 1900 | 1910 | 1921 | 1930 | 1950 | 1961 | 1970 | 1980 | 1991 | 2001 | 2011 | 2021 |
| -------------- | ---- | ---- | ---- | ---- | ---- | ---- | ---- | ---- | ---- | ---- | ---- | ---- | ---- | ---- | ---- |
| Počet obyvatel | 55   | 60   | 45   | 44   | 59   | 48   | 42   | 38   | 35   | 22   | 23   | 19   | 16   | 11   | 10   |
| Počet domů     | 8    | 8    | 8    | 8    | 8    | 7    | 7    | 7    | 7    | 7    | 5    | 7    | 7    | 7    | 7    |

## Obecní správa
Při sčítání lidu v letech 1850–1963 Kněžice byly osadou obce Lukavice v okrese Klatovy. Od roku 1964 jsou částí města Strážov v okrese Klatovy.

## Další fotografie

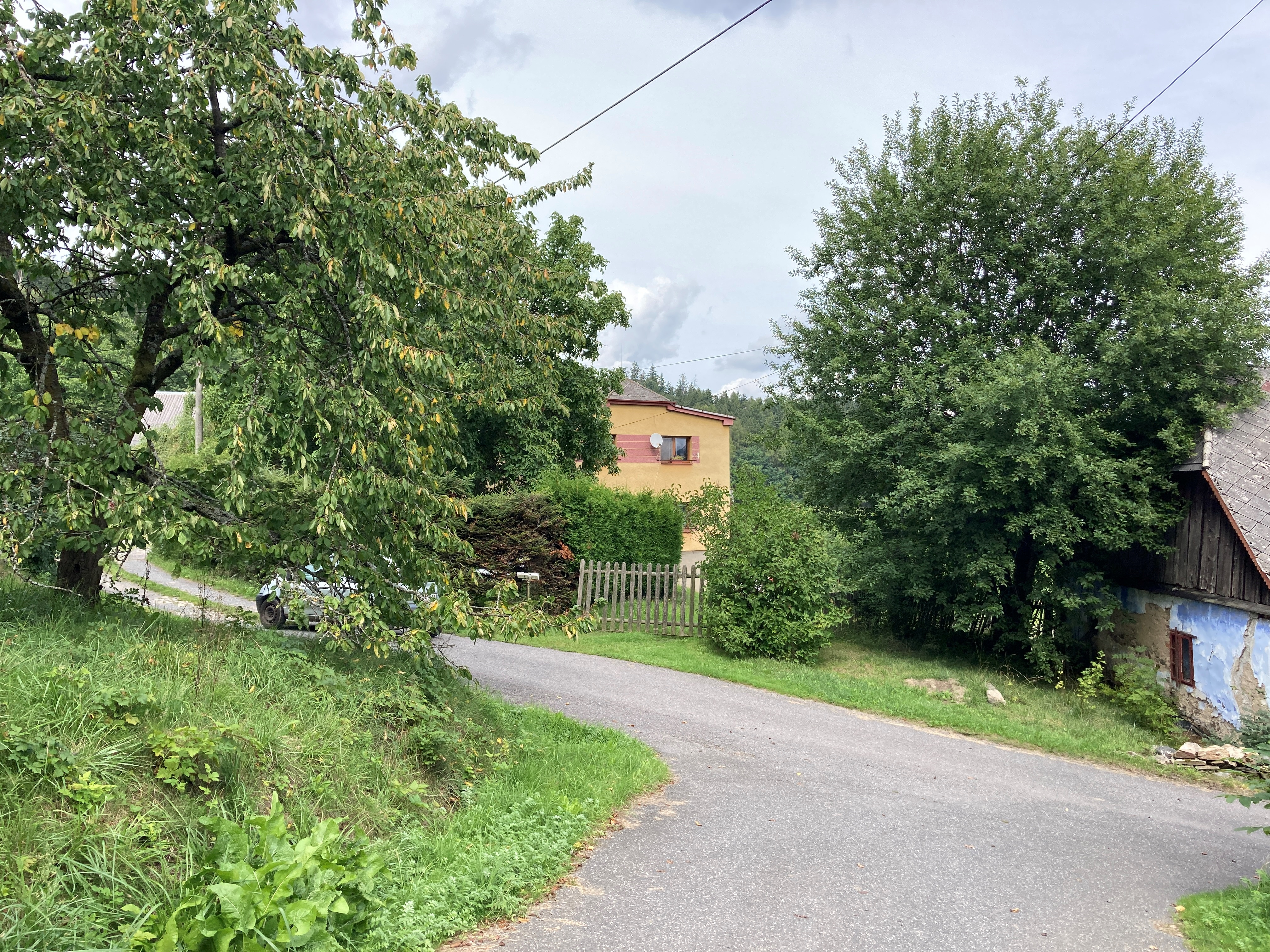
Severní část vsi
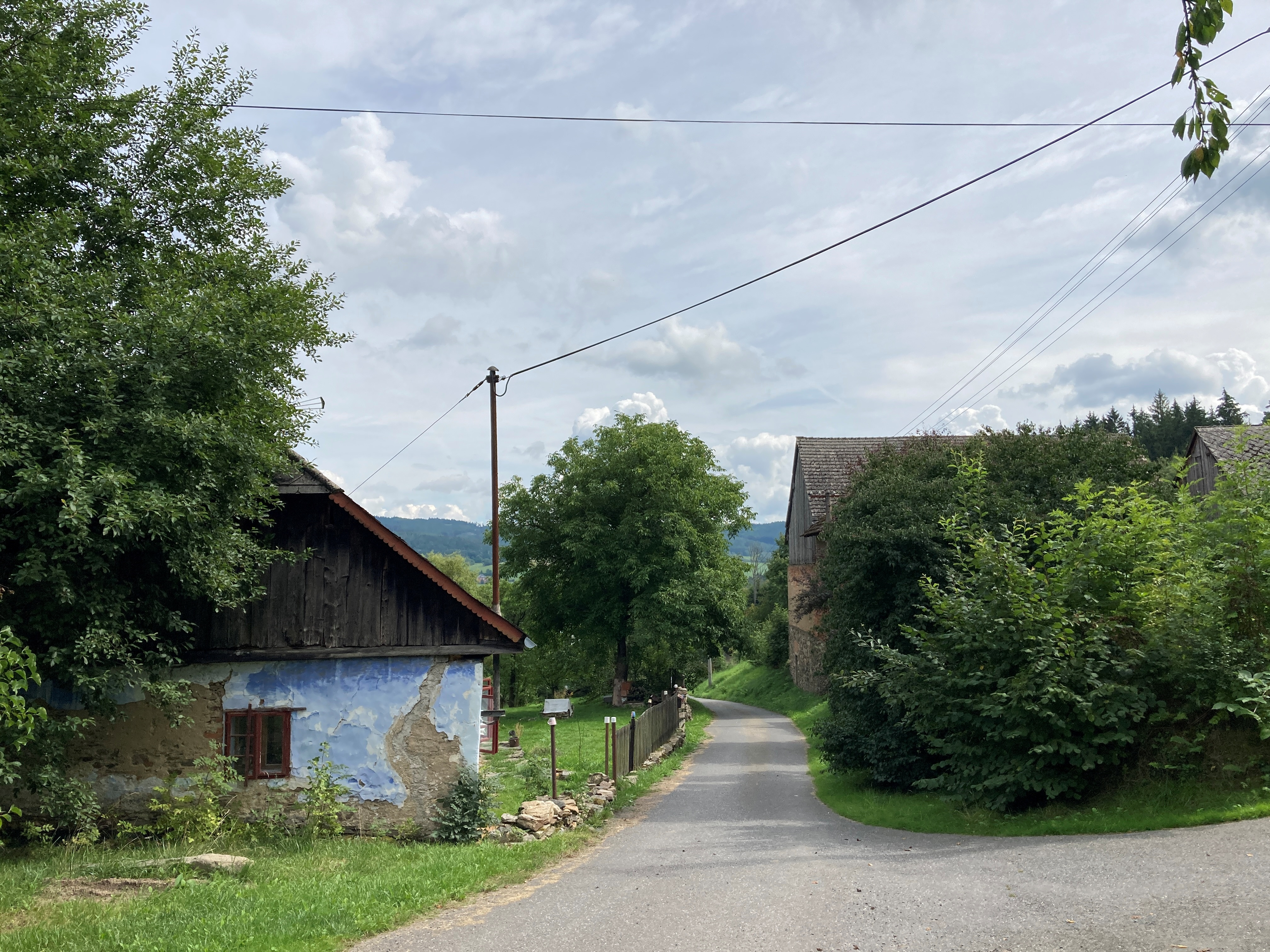
Hlavní silnice
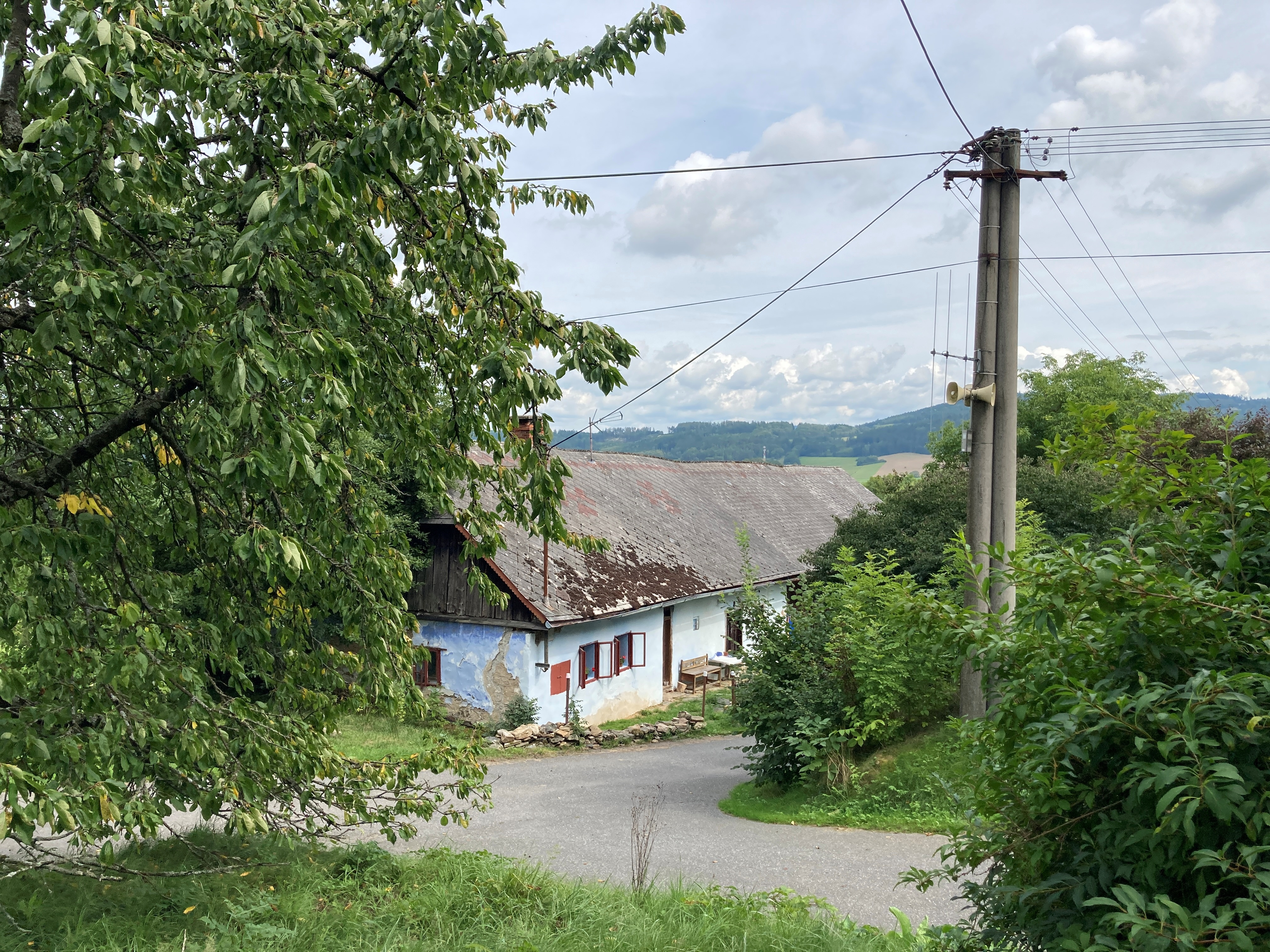
Dům čp. 4